# Vandrende Sjæle (film)
|  | Denne artikel er oprettet af botten Steenthbot ud fra en ekstern database. Den kan derfor have sproglige fejl eller mangler. Denne skabelon kan fjernes efter kontrol af indholdet. |

Vandrende Sjæle er en dansk kortfilm fra 1996 instrueret af Lars Bo Kimergård.

## Handling
En gyser om hvordan nysgerrighed straffes...